# Xiatsu

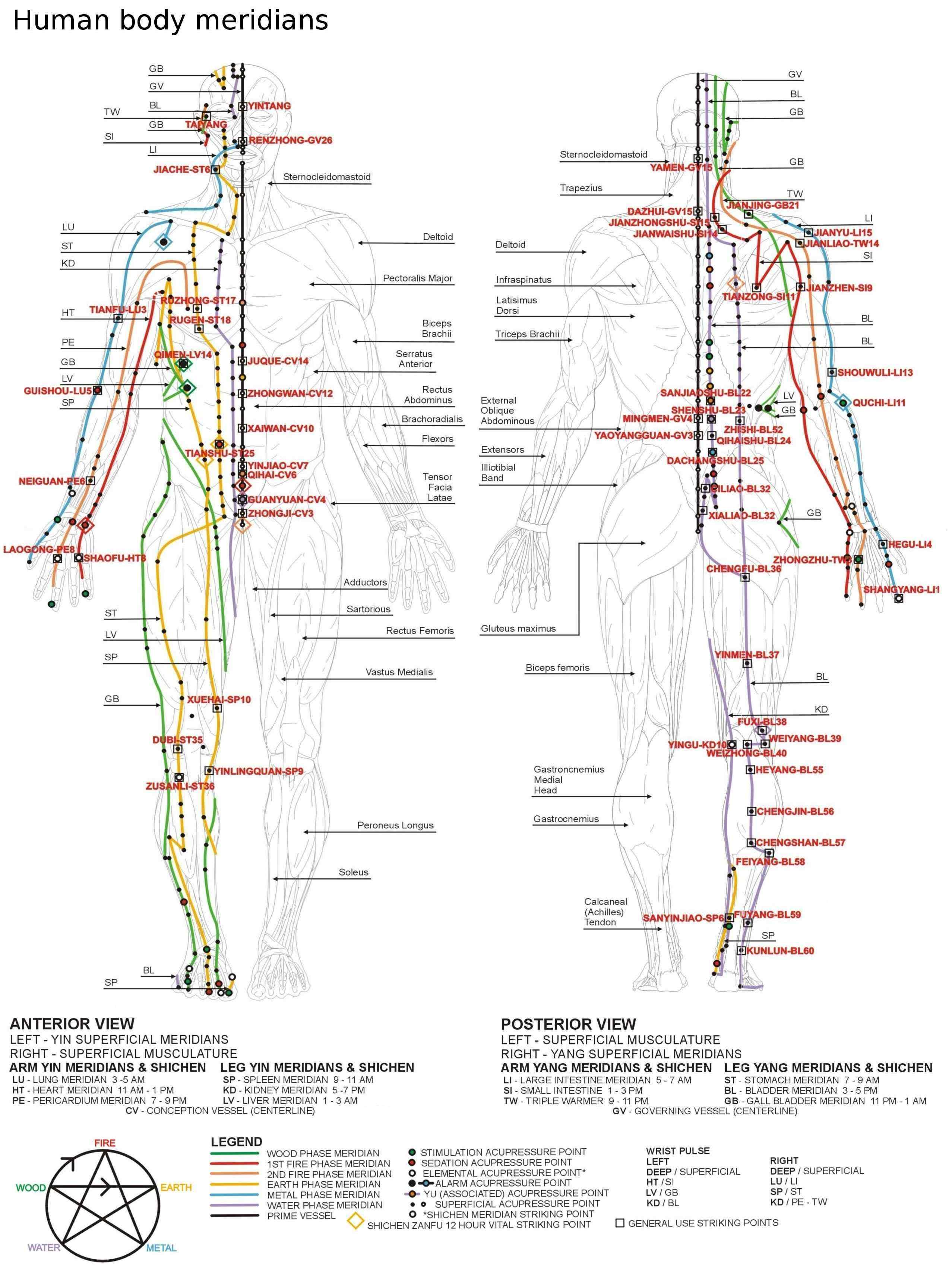
Els practicants de Shiatsu creuen que el flux d'energia a través de les línies dels meridians té una profunda influència en la salut de la persona..

Xiatsu (Kanji: 指圧; Hiragana: しあつ, del japonès xi, dit, i atsu, pressió; pressió amb els dits, per tant) és un tipus de medicina alternativa creada el segle xx per Tokujirō Namikoshi (1905-2000) al Japó. No hi ha evidència de la seva efectivitat.
Hi ha dues escoles principals de xiatsu. Una que es basa en la teoria anatòmica i fisiològica occidental. Una altra que es basa en la medicina tradicional xinesa. El xiatsu està regulat com a teràpia mèdica al Japó (pel Ministeri de Salut i Benestar Social), i a altres països per diversos òrgans de govern creats pels professionals d'aquesta especialitat.
El xiatsu és una pràctica en evolució, i els seus estils diversos incorporen (en diferents graus) els aspectes del massatge tradicional japonès, la medicina tradicional xinesa, i l'anatomia i la fisiologia occidentals.